# Chirongui
Chirongui és un municipi francès, situat a la col·lectivitat d'ultramar de Mayotte. El 2007 tenia 6.605 habitants. Està formada per les viles de Poroani, Mréréni Bé, Mréréni Kélé, Malamani, Mramadoudou, Chirongui i Tsimkoura.